# Нивское сельское поселение (Тверская область)
Нивское се́льское поселе́ние — упразднённое в 2013 году муниципальное образование Краснохолмского района Тверской области.
Нивское сельское поселение было образовано в соответствии с законом Тверской области от 28 февраля 2005 г. № 32-ЗО. Включило в себя территории Бекренского, Рачевского и часть Ивакинского сельских округов.
Центр поселения — деревня Нивы.
Законом Тверской области от 28 марта 2013 года № 17-ЗО Глебенское сельское поселение, Нивское сельское поселение и Утеховское сельское поселение были преобразованы путём объединения во вновь образованное муниципальное образование Глебенское сельское поселение Краснохолмского района Тверской области. Центр поселения — деревня Глебени.

## География
- Общая площадь: 297,6 км²
- Нахождение: восточная часть Краснохолмского района.

Главные реки — Болотея, Песочная, Еглень.

## Экономика
Основные хозяйства: колхозы «Нива», «Неледино», «Мир» и «Крюковский».

## Население
По переписи 2010 года — 613 человек, на 01.01.2012 — 565 человек.

## Населенные пункты
На территории поселения находятся следующие населённые пункты:
| №  | Тип нп | Название   | Население (2008 год) |
| -- | ------ | ---------- | -------------------- |
| 1  | дер.   | Бекрень    | 148                  |
| 2  | дер.   | Будакино   | 9                    |
| 3  | дер.   | Валгус     | 0                    |
| 4  | дер.   | Васьки     | 17                   |
| 5  | дер.   | Воробьиха  | 2                    |
| 6  | дер.   | Головково  | 0                    |
| 7  | дер.   | Гришки     | 4                    |
| 8  | дер.   | Дашкино    | 10                   |
| 9  | дер.   | Ескино     | 17                   |
| 10 | дер.   | Загайно    | 0                    |
| 11 | дер.   | Козлово    | 6                    |
| 12 | дер.   | Литвиновка | 7                    |
| 13 | дер.   | Лопатиха   | 16                   |
| 14 | дер.   | Нивы       | 113                  |
| 15 | дер.   | Крюково    | 38                   |
| 16 | дер.   | Назимово   | 10                   |
| 17 | дер.   | Осиновка   | 0                    |
| 18 | дер.   | Поляны     | 127                  |
| 19 | село   | Рачево     | 186                  |
| 20 | дер.   | Седнева    | 0                    |
| 21 | дер.   | Стяжки     | 0                    |
| 22 | дер.   | Тушани     | 0                    |
| 23 | дер.   | Чернуха    | 3                    |
| 24 | дер.   | Эглень     | 0                    |

### Бывшие населенные пункты
- Шалагино (исключена из учетных данных в 1997 году).

Ранее исчезли деревни: Акулиха, Балахма, Круглиха, Овсянка, Ольховка и другие.

## История
В XIX — начале XX века большинство деревень поселения относились к Прудской и Володинской волостям Весьегонского уезда Тверской губернии. Восточная часть поселения (за реками Песочной и Гороховкой) входила в состав Ярославской губернии, Мологский уезд.
В 1921—1923 годах территория поселения входила в Рыбинскую губернию.
С 1929 по 1939 год территория поселения была разделена между Краснохолмским районом Калининской области (Рачевский и Козловский сельсоветы) и Брейтовским районом Ярославской области (Бекренский сельсовет). С 1939 года вся территория поселения относится к Калининской области (с 1990 — Тверской).